# Elisabeth Meyer-Spreckels
Elisabeth Meyer-Spreckels (* 29. Oktober 1890 in Dresden als Elisabeth Spreckels; † 25. Mai 1974 in Fürth) war eine deutsche Politikerin der CSU.

## Leben und Beruf
Elisabeth Spreckels war die Enkelin von Peter Spreckels, dem Bruder und Geschäftspartner des deutschamerikanischen Industriellen und sogenannten „Sugar King“ von Kalifornien Claus Spreckels, der 1885 nach Deutschland zurückgekehrt war und sich mit seiner Familie in Dresden niederließ. Ihr Bruder Walter P. Spreckels wurde später leitender Angestellter in einem der Zuckerunternehmen der Familie Spreckels in den USA.
Nachdem sie das Abitur abgelegt hatte, begann Meyer-Spreckels in Dresden und Erlangen Chemie, Physik und Mathematik zu studieren. Später setzte sie ihr Studium an der Frauenuniversität am Bryn Mawr College fort, dort absolvierte sie auch ihr Leistungsstipendium. 1915 legte sie ihr Staatsexamen in Lebensmittelchemie ab, wenig später folgte ihre Promotion in Erlangen. Das Thema ihrer Promotionsarbeit war Zur Kenntnis dimolekularer Nitrile und deren Abkömmlinge. Daraufhin wurde sie als Assistentin am chemischen Institut der Technischen Hochschule Dresden angestellt, später war sie im städtischen Untersuchungsinstitut der Stadt Dresden tätig. 1918 wurde sie zur Dozentin am chemischen Institut der Universität Halle berufen.
1922 heiratete sie den Arzt Meyer, woraufhin sie nach Fürth zog und ihre akademische Laufbahn beendete. Seitdem war sie hauptsächlich im Sozial- und Kulturbereich tätig. So gehörte sie von 1948 an dem protestantischen Frauenbund der US-Armeeangehörigen an. Von 1951 bis 1967 war sie Landesvorsitzende des Deutschen Evangelischen Frauenbundes in Bayern und eine Meinungsbildnerin für protestantische Perspektiven zu sozialen Fragen in Deutschland. Ferner gehörte sie dem Vorstand des Deutsch-Amerikanischen Beratenden Ausschusses und dem International Council for Christian Leadership an, war stellvertretende Vorsitzende und Ehrenmitglied der evangelischen Gesellschaft für christlich-jüdische Zusammenarbeit, zweite Vorsitzende der Dachorganisation der protestantischen Frauenverbände in Bayern und Vorstandsmitglied der Inneren Mission Fürth.
1954 beteiligte sie sich an der Gründung des Hauses für Mutter und Kind in Fürth. 1960 unternahm sie, auf Einladung der US-Regierung, eine sechsmonatige Informations- und Studienreise durch die USA.

## Politik
1945 war Meyer-Spreckels Gründungsmitglied der CSU. Innerhalb der Partei gehörte sie einige Jahre lang dem Landesvorstand an und verantwortete auch die Geschäftsführung. 1947 beteiligte sie sich an der Gründung der Landesarbeitsgemeinschaft der Frauen in der CSU, im Jahr darauf wurde sie stellvertretende Vorsitzende der Frauenarbeitsgemeinschaft der CDU/CSU.
1946 gehörte sie zunächst dem Beratenden Landesausschuss, dem sogenannten Vorparlament an, ferner war sie Mitarbeiterin im politischen Beirat der Bayerischen Staatsministeriums für Sonderaufgaben. Wenig später gehörte sie der Verfassunggebenden Landesversammlung an und beteiligte sich als stellvertretendes Mitglied des Verfassungsausschusses an der Ausarbeitung der Bayerischen Staatsverfassung, wo sie maßgeblich zur Verankerung der Gleichstellung der Geschlechter in der Verfassung beitrug.
Von 1948 bis 1952 gehörte Meyer-Spreckels dem Fürther Stadtrat an und war in dieser Zeit Fraktionsvorsitzende der CSU. 1949 kandidierte sie für den Deutschen Bundestag.

## Ehrungen
- 1961: Bundesverdienstkreuz[8]
- 1972: Goldene Bürgermedaille der Stadt Fürth[8]
- 2002: Benennung der Dr.-Meyer-Spreckels-Straße in Fürth